# Micropera callosa
Micropera callosa là một loài thực vật có hoa trong họ Lan. Loài này được (Blume) Garay mô tả khoa học đầu tiên năm 1972.